# Zbór Kościoła Adwentystów Dnia Siódmego w Myszkowie
Zbór Kościoła Adwentystów Dnia Siódmego w Myszkowie – zbór adwentystyczny w Myszkowie, należący do okręgu zachodniego diecezji południowej Kościoła Adwentystów Dnia Siódmego w RP.
Pastorem zboru jest kazn. Sławomir Wcisło. Nabożeństwa odbywają się w warunkach domowych każdej soboty o godz. 9.30.